# Discografia di Fausto Leali

## Album

### Album in studio
- 1964 - Fausto Leali (Jolly LPJ 5038)
- 1966 - Fausto Leali e i suoi Novelty (Ri-Fi)
- 1968 - Il negro bianco (Ri-Fi)
- 1970 - Fausto Leali (Ri-Fi RFL ST 14040)
- 1971 - Run... Fausto, Run... (Philips Records 6323 009)
- 1975 - Amore dolce, amore amaro, amore mio (CBS)
- 1976 - Io camminerò (CBS)
- 1977 - Leapoli (CGD)
- 1981 - Un attimo di blu (Itaca)
- 1988 - Non c'è neanche il coro (CBS)
- 1989 - Leali (CBS)
- 1992 - Saremo promossi (Dischi Ricordi)
- 1994 - Anima nuda (Dischi Ricordi)
- 1996 - Non solo blues (RTI Music)
- 1997 - Non solo blues 2 (RTI Music)
- 2002 - Secondo me... io ti amo (Universo)
- 2006 - Profumo e Kerosene (Universo)
- 2009 - Una piccola parte di te (Halidon/Steamroller)
- 2016 - Non solo Leali (Nar International)
- 2023 - Black, White and Blues (Abeat Records, con Vito Di Modugno)
- 2024 - Il mio Natale

### Album dal vivo
- 1999 - LealiLive (RTI Music)
- 2010 - Fausto Leali - Concerto dal vivo (2 CD)

### Raccolte
- 1970 - Anthology (Ri-Fi)
- 1987 - Io amo e gli altri successi (CBS)
- 2003 - I grandi successi (Vittoria/Universo)
- 2008 - The Best of Fausto Leali (Edel Music)
- 2013 - Il meglio di Fausto Leali (2 CD) (Nar International)

## Singoli
- 1961 - Il mondo di Suzie Wong/Veleno dolce (Nuova Enigmistica Tascabile, NET 334; inciso con lo pseudonimo Fausto Denis; sul lato B canta Orio Consigli)
- 1961 - I magnifici sette/Madonnina delle due strade (Nuova Enigmistica Tascabile, NET 339; inciso con lo pseudonimo Fausto Denis; sul lato B canta Orio Consigli)
- 1961 - Lei/Non sono più la tua ragazza (Nuova Enigmistica Tascabile, NET 342; inciso con lo pseudonimo Fausto Denis; sul lato B canta Elda Bianchi)
- 1961 - Amarti così/Lo squilibrato (The Red Record, 10160; inciso con lo pseudonimo Fausto Denis)
- 1962 - Un bacio e poi/Giochiamo all'amore (Music, 2351)
- 1962 - Portami tante rose/Non insistere (Music, 2364)
- 1963 - Please please me/5 giorni (Jolly, J 20209)
- 1963 - Follie d'estate/Non voglio più piangere (Jolly, J 20216)
- 1964 - La campagna in città/Ho perduto (Jolly, J 20232)
- 1964 - Lei ti ama/Danza senza nome (Jolly, J 20237)
- 1964 - Allora non era amore/Baby Jane (Jolly, J 20267)
- 1965 - Raccontalo ad un altro/Un bacio in più (Jolly, J 20298)
- 1965 - Sha la la/Sorriderai (Jolly, J 20329)
- 1966 - È solo un gioco/Per un momento ho perso te (Ri-Fi, RFN NP 16151)
- 1966 - Mamma perdonami/E non lo scorderai (Ri-Fi, RFN NP 16156)
- 1967 - A chi/Se qualcuno cercasse di te (Ri-Fi, RFN NP 16167)
- 1967 - Senza di te/Oscurità (Ri-Fi, RFN NP 16205)
- 1967 - Senza luce/Per un momento ho perso te (Ri-Fi, RFN NP 16225)
- 1968 - Deborah/Non importa se (Ri-Fi, RFN NP 16242)
- 1968 - Angeli negri/Potrai fidarti di me (Ri-Fi, RFN NP 16256)
- 1968 - È colpa sua/Chiudo gli occhi e conto a sei (Ri-Fi, RFN NP 16319)
- 1969 - Un'ora fa/Non l'hai capito (Ri-Fi, RFN NP 16328)
- 1969 - Tu non meritavi una canzone/Sono un uomo che non sa (Ri-Fi, RFN NP 16347)
- 1969 - Portami con te/Sei stata troppo tempo in copertina (Ri-Fi, RFN NP 16365)
- 1970 - Hippy/Una voce amica (Ri-Fi, RFN NP 16386)
- 1970 - Ave Maria no morro/Jasemine (Ri-Fi, RFN NP 16412)
- 1971 - Si chiama Maria/America (Philips, 6025 028)
- 1971 - Lei/Piango per chi (Philips, 6025 040)
- 1972 - L'uomo e il cane/La mia primavera (Philips, 6025 049)
- 1972 - Karany karanué/Buongiorno professore (Philips, 6025 061)
- 1973 - La bandiera di sole/Il vento lo racconterà (Philips, 6025 085)
- 1973 - Samantha/Buongiorno professore (Philips, 6025 094)
- 1973 - Quando me ne andrò/Canto per lei (Philips, 6025 105)
- 1974 - Solo lei/Non andremo mai in paradiso (Philips, 6025 114)
- 1975 - Amore amaro, amore dolce, amore mio/Dum dum la la (CBS, 3656)
- 1976 - Io camminerò/L'ultima volta (CBS, 4392)
- 1977 - Vierno/Di sera (CBS, 5271)
- 1978 - Tu non mia/Soli non si può (CBS, 10111)
- 1980 - Musica ti amo/A costo di morire (Ciao Records, 505)
- 1981 - Malafemmena/Il tuo posto (Ciao Records, 521)
- 1981 - Canzone facile/Non ti arrendi mai (ITS, 160001)
- 1982 - Gente comune/Vado col vento (DDD, ZBDR 7264)
- 1983 - Canzone amara/Camminando (DDD, DDD A 3328)
- 1984 - Io, io senza te/Allora no (DDD, DDD A 4492)
- 1986 - Via di qua/Cosa manca (PDU, P.A. 1153) (solo lato A, con Mina; lato B di Mina)
- 1987 - Io amo/Notte d'amore (CBS, 650376 7) (lato B con Loredana Bertè)
- 1988 - Mi manchi/Col tempo (CBS, 651413 7)
- 1989 - Ti lascerò/Ti lascerò (strumentale) (CBS, 654698 7) (con Anna Oxa)
- 1989 - Avrei voluto/Avrei voluto (strumentale) (CBS, 654926 7) (con Anna Oxa)
- 1992 - Perché/Pitzinnos in sa gherra (Ricordi, Promo 371) (promo per juke-box, solo lato A; lato B dei Tazenda)
- 1997 - Non ami che te (RTI Music)
- 2002 - Ora che ho bisogno di te (Sony Music) (con Luisa Corna)
- 2003 - Eri tu (Universo)
- 2006 - Nascerà (Universo)
- 2009 - Una piccola parte di te (Halidon)
- 2011 - Sono tornato
- 2016 - Le nostre mani (Nar International) (con Al Bano e Toto Cutugno)
- 2016 - A chi mi dice (Nar International) (con Mina)
- 2016 - Sempre e per sempre (Nar International) (con Francesco De Gregori)
- 2017 - Gianna (Nar International) (con Enrico Ruggeri)
- 2024 - Amo tutto

## Duetti
- Con Al Bano e Toto Cutugno: Le nostre mani, 2016
- Con Renzo Arbore: Crazy (in Non solo Leali, 2016)
- Con Claudio Baglioni: Solo lei (in Non solo Leali, 2016)
- Con Loredana Bertè: Brucia il paradiso (in Amore dolce, amore amaro, amore mio, 1975); Sono una donna (in Leapoli, 1977); Notte d'amore (in Io amo e gli altri successi, 1987)
- Con Loredana Bertè e Mario Lavezzi: Le tre verità (in TIR, 1977)
- Con Alex Britti: Lo zingaro felice (in Non solo Leali, 2016)
- Con Milly Carlucci: Che vuoi che sia, 1993
- Con Clementino: Vierno (in Non solo Leali, 2016)
- Con Luisa Corna: Ora che ho bisogno di te (in Secondo me... io ti amo, 2002)
- Con Toto Cutugno: Napoli (in Mediterraneo, 1987)
- Con Francesco De Gregori: Sempre e per sempre (in Non solo Leali, 2016)
- Con Tony Hadley: Quando ami una donna (in Non solo Leali, 2016)
- Con Mina: Via di qua (in Sì, buana, 1986); A chi mi dice (in Non solo Leali, 2016)
- Con Anna Oxa: Ti lascerò (in Leali, 1989); Avrei voluto, 1989
- Con Anna Oxa e Franco Fasano: Da fratello a fratello (in Un cielo che non sai, 1990)
- Con Massimo Ranieri: Io che non vivo (senza te) (in Non solo Leali, 2016)
- Con Enrico Ruggeri: Gianna (in Non solo Leali, 2016)
- Con Germana Schena: Ci sarò (in Fausto Leali - Concerto dal vivo, 2010)
- Con Umberto Tozzi: Vita (in Non solo Leali, 2016)

## Album e Raccolte in classifica
| Anno | Titolo                      | Posizione massima |
| ---- | --------------------------- | ----------------- |
| 1976 | Io camminerò                | 21                |
| 1987 | Io amo e gli altri successi | 8                 |
| 1989 | Leali                       | 20                |

## Singoli in classifica
| Anno | Titolo                            | Posizione massima |
| ---- | --------------------------------- | ----------------- |
| 1963 | Please please me                  | 23                |
| 1964 | She loves you                     | 31                |
| 1967 | A chi                             | 1                 |
| 1967 | Senza di te                       | 43                |
| 1967 | Senza luce                        | 13                |
| 1968 | Angeli negri                      | 4                 |
| 1968 | Chiudo gli occhi e conto a sei    | 20                |
| 1968 | Deborah                           | 32                |
| 1969 | Portami con te                    | 25                |
| 1969 | Tu non meritavi una canzone       | 15                |
| 1969 | Un'ora fa                         | 6                 |
| 1970 | Ave Maria no morro                | 39                |
| 1970 | Hippy                             | 15                |
| 1971 | America                           | 20                |
| 1973 | La bandiera di sole               | 14                |
| 1974 | Solo lei                          | 37                |
| 1975 | Amore amaro amore dolce amore mio | 22                |
| 1976 | Io camminerò                      | 9                 |
| 1977 | Vierno                            | 33                |
| 1980 | Musica ti amo                     | 13                |
| 1981 | Malafemmena                       | 24                |
| 1983 | Canzone amara                     | 43                |
| 1986 | Via di qua                        | 8                 |
| 1987 | Io amo                            | 2                 |
| 1988 | Mi manchi                         | 6                 |
| 1989 | Ti lascerò                        | 3                 |
| 2002 | Ora che ho bisogno di te          | 36                |
| 2009 | Una piccola parte di te           | 48                |

## Discografia in lingua spagnola

### Album
- 1977 - Yo caminaré (Io camminerò) - Spagna
- 1995 - Alma desnuda (Anima nuda) - Spagna

### Singoli
- 1968 - Herida/Lo que me pasa a mi (A chi/Se qualcuno cercasse di te) - Spagna
- 1968 - Angelitos negros/Potrai fidarti di me (Angeli negri) - Spagna
- 1976 - Cuando me vaya/Canto para ella (Quando me ne andrò/Canto per lei) - Venezuela
- 1977 - Yo caminaré/La ultima vez (Io camminerò/L'ultima volta) - Spagna
- 1978 - Tú no eres mía/Soli non si può (Tu non mia) - Spagna